# Lučani
Lučani (serbisch-kyrillisch Лучани) ist eine Kleinstadt mit 3387 Einwohnern in Zentralserbien.

## Geografie
Der Ort liegt im Bezirk Moravica und ist der Verwaltungssitz der Opština Lučani. Die Stadt liegt am Ufer des Flusses Bjelica.

## Bevölkerung
Laut der Volkszählung von 2011 hat die Stadt 3387 Einwohner, was im Vergleich mit der Volkszählung von 2002 (4309 Einwohner) ein Rückgang der Bevölkerungszahl darstellt. Aus denselben Daten der Volkszählung geht hervor, dass sich eine überwiegende Mehrheit, nämlich 98 % als Serben bezeichnet.

## Persönlichkeiten
- Ratko Dostanić (* 1959, jugoslawischer Fußballtrainer)
- Željko Tanasković (* 1967, ehemaliger Kapitän der Serbischen Volleyballnationalmannschaft)
- Željko Mitrović (* 1967, Besitzer und Gründer des Fernsehsenders Pink International)
- Marko Stojković (* 1983, Serbischer Sänger und Rapper)

## Sport
Fußball ist in Lučani die beliebteste Sportart. Der örtliche Fußballverein FK Mladost Lučani spielt seit der Saison 2014/15 in der Serbischen Super Liga, der höchsten serbischen Spielklasse im Männerfußball. Der Klub nahm in der Saison 2017/2018 an der Qualifikationsrunde zur UEFA Europa Legue teil. In der Saison 2017/2018 verlor man im Finale des Serbischen Fußballpokals gegen Partizan Belgrad.